# Francesco Borgongini Duca
Francesco Borgongini Duca, italijanski rimskokatoliški duhovnik, škof in kardinal, * 26. februar 1884, Rim, † 4. oktober 1954.

## Življenjepis
22. decembra 1906 je prejel duhovniško posvečenje.
7. junija 1929 je bil imenovan za naslovnega nadškofa evropske Herakleje; 29. junija je prejel škofovsko posvečenje in 30. junija 1929 je bil imenovan za apostolskega nuncija v Italiji; nuncij je ostal vse do leta 1953.
12. januarja 1953 je bil povzdignjen v kardinala in imenovan za kardinal-duhovnika S. Maria in Vallicella.